# Puff, the Magic Dragon
Puff, the Magic Dragon (Puff, der Zauberdrache) ist ein von Leonard Lipton und Peter Yarrow geschriebener Folksong, der in der Version von Peter, Paul and Mary aus dem Jahr 1963 bekannt wurde. Seine Popularität verschaffte dem Lied sogar den Eingang in die amerikanische und britische Popkultur.

## Entstehung
Als Grundlage für den Liedtext diente ein Gedicht, das der damalige Student der Cornell University, Leonard Lipton, 1959 im Alter von 19 Jahren schrieb. Dieser wurde von Ogden Nashs Gedicht Custard the Dragon inspiriert, in dem von einem „Really-O, Truly-O, little pet dragon“ (etwa: wirklicher, wahrhaftiger kleiner Schoßdrache) die Rede ist. Lipton gab sein fertiges Werk seinem Freund Peter Yarrow, ebenfalls Cornell-Student, der weitere Textzeilen sowie eine Melodie hinzufügte und das Gedicht somit zu einem Lied aufbereitete.
1961 schloss sich Yarrow gemeinsam mit Noel „Paul“ Stookey und Mary Travers zur Folkband Peter, Paul and Mary zusammen. Die Gruppe spielte das Lied zunächst nur bei ihren Live-Auftritten, bevor sie es 1962 schließlich auch auf Schallplatte aufnahm. 

## Inhalt
Puff, the Magic Dragon handelt von der Geschichte zwischen dem ewig jungen Drachen Puff und seinem Spielkameraden Jackie Paper, einem kleinen Jungen, der heranwächst und das Interesse an den ausgedachten Abenteuern seiner Kindheit verliert und Puff einsam zurücklässt.
Da kolportiert wurde, das Lied beziehe sich auf das Rauchen von Marihuana (ein derartiges Gerücht taucht auch im Film Meine Braut, ihr Vater und ich auf), wurde es zu einer Hippie-Hymne. Die Verfasser des Lieds haben mehrfach jeglichen Bezug zu Drogen abgestritten. Bei Auftritten beteuerten sie oftmals ihre Unschuld, indem sie Puff, the Magic Dragon mit anderen Liedern wie The Star-Spangled Banner verglichen, das ebenfalls als Drogensong ausgelegt werden könnte, wenn die Zuhörer eine entsprechende Absicht dazu hätten.

## Fernsehserie
Ab 1978 wurde eine kurze Serie – die auch in Deutschland ausgestrahlt wurde – von drei 30-minütigen animierten Fernsehspecials produziert, denen das Lied als Grundlage diente. Die Hauptrolle wurde im Original von Burgess Meredith gesprochen. Die Folgen trugen die Titel: Puff the Magic Dragon (Paff, der Zauberdrache), Puff the Magic Dragon and the Land of the Living Lies (Im Land der lebendigen Lügen) und Puff and the Incredible Mr. Nobody (Puff und der wundersame Herr Niemand).

## Internationale Fassungen
Marlene Dietrich sang die erste deutsche Version (1963, Text: Fred Oldörp) des Lieds: Paff, der Zauberdrache. Diese wurde auch bei der deutschen Fassung der oben erwähnten Fernsehserie verwendet. Nicht nur die englische Variante des Songs wurde im Laufe der Zeit mehrmals gecovert, sondern auch die deutsche, zum Beispiel 1975 von Daliah Lavi und 2001 von Rosenstolz.
Es existiert auch eine niederdeutsche Version – getextet und gesungen von Knut Kiesewetter sowie Fiede Kay – namens Drees, de Wunnerdraken. Ebenso ist eine schweizerdeutsche Version von Hans-Peter Treichler auf einer Kinderliedschallplatte vorhanden. Auch auf der Kinderliedschallplatte des Sängers Roger Whittaker ist das Lied enthalten (The Magical World of Roger Whittaker, 1975, MFP).

## Begriff beim Militär
Der Ausdruck Puff the Magic Dragon bezeichnet in der Militärsprache auch die zu Gunships umgerüsteten Transportflugzeuge AC-47 und AC-130, die im Vietnamkrieg eingesetzt wurden. Die Flugzeuge werden so genannt, da ihre Gatling-Kanonen rote Leuchtspurmunition abfeuerten, wodurch der Eindruck des Feuerspeiens erweckt wurde.

## Kommerzielle Raumfahrt
Das Raumschiff Dragon, das am 28. Oktober 2012 erfolgreich von der ersten kommerziellen Nachschub-Mission von der ISS zurückkehrte, wurde nach Puff, the Magic Dragon benannt.